# Dejan Stefanović
Dejan Stefanović (n. 28 octombrie 1974) este un fost fotbalist sârb.

## Tinerețe
Când era mic, Stefanovic a susținut-o pe Milan și pe fundașul ei, Franco Baresi, care l-a inspirat să devină fotbalist.

## Cariera

### Steaua Roșie Belgrad
Stefanovic și-a început cariera în orașul său de natal la Dinamo Vranje, după care a semnat cu Steaua Roșie Belgrad. În perioada în care juca aici s-a făcut remarcat și a primit o convocare din partea Federației  Iugoslave,de fotbal, Stefanovic debutând la națională la  vârstă de 20 de ani, împotriva Hong Kong-ului în ianuarie 1995.

### Sheffield Wednesday
În sezonul 1995-1996, clubul englez Sheffield Wednesdayi i-a adus pe Stefanovic și compatriotul său, atacantul Darko Kovačević. Stefanovic a costat 2 milioane de lire sterline. Cu toate acestea, Stefanovic a fost mai mult rezervă

### Vitesse
În august 1999, Stefanovic s-a transferat la olandez Vitesse alături de trei dintre compatrioții săi: portarul Dragoslav Jevrić, mijlocașul Nenad Grozdić și atacantul Dejan Čurović. Stefanović a petrecut patru ani la club, devenind căpitan în acea perioadă. La Vitesse a jucat 13 meciuri de Cupa UEFA.

### Portsmouth
La începutul sezonului 2003-2004, Stefanovic s-a întors în Anglia la echipa de Premiership Portsmouth pentru 1,85 milioane de lire sterline. A devenit prima alegere de fundaș în timpul primului sezon al clubului în prima ligă și a jucat titular în stagiunea 2004-2005, câștigând premiul de „Jucător al sezonului”. Antrenorul lui Portsmouth, Alain Perrin, i-a acordat banderola de căpitan pentru  sezonul 2005-06, deși a început să joace mai slab și să se plângă în presă, lucru care nu a fost apreciat de suporteri, El a mărturisit că "nu dă 100%" sub Perrin din cauză că nu îi place antrenorul francez, criticile fiind privite drept neprofesioniste de către unii fani.

### Fulham
În august 2007, clubul scoțian Rangers  și-a manifestat interesul pentru aducerea lui Stefanović dar a semnat cu Fulham.

### Norwich City
După ce a petrecut mai puțin de un an la Craven Cottage, Stefanovic a coborât o divizie pentru a juca la Norwich City cu care a semnat un contract pe 2 ani pe 18 iulie 2008.
La 1 septembrie 2009, și-a reziliat contractul de comun acord.

### Retragerea și întoarcerea la fotbal
Stefanović s-a retras la sfârșitul anului 2009 din cauza unei accidentări la genunchi. El a rămas în Anglia, trăind în zona Portsmouth și a declarat că visează să o antreneze pe Portsmouth într-o zi.
La 7 octombrie 2010, Stefanović sa alăturat echipei Havant &amp; Waterlooville ca antrenor-jucător.

### Controverse
În septembrie 2006, Stefanovic a stârnit niște când a spus că-și va arunca pașaportul său sârbesc de îndată ce va primi pașaportul său britanic, deoarece nu se mai simte ca un sârb.

## La națională
Stefanovic a jucat pentru Serbia și Muntenegru, naționala la care a fost convocat pentru prima dată în 1995 (țara era atunci cunoscută sub numele de Iugoslavia, care s-a destrămat și din care a rămas Serbia și Muntenegru în 2003). El a jucat 20 de meciuri la națională. Stefanović s-a retras de la națională în 2004.